# Vittorio Parrinello
Vittorio Jahyn Parrinello est un boxeur italien né le 8 août 1983.

## Carrière
Sa carrière amateur est principalement marquée par une médaille d'or remportée aux Jeux méditerranéens de Pescara en 2009 dans la catégorie poids coqs.

## Palmarès

### Jeux olympiques
- Qualifié pour les Jeux olympiques de 2012 à Londres (Royaume-Uni).
- Participation aux Jeux olympiques de 2008 à Pékin, Chine.

### Jeux méditerranéens
- Médaille d'or en catégorie poids coqs (-54 kg) en 2009 à Pescara (Italie)